# Takwa xenops
Takwa xenops är en fjärilsart som beskrevs av Sergius G. Kiriakoff 1957. Takwa xenops ingår i släktet Takwa och familjen björnspinnare. Inga underarter finns listade i Catalogue of Life.